# Muscoline
Muscoline là một đô thị thuộc tỉnh Brescia trong vùng Lombardia ở Ý. Đô thị này có diện tích 10 km², dân số 2042 người.
Đô thị này giáp với các đô thị sau: Calvagese della Riviera, Gavardo, Polpenazze del Garda, Prevalle, Puegnago sul Garda.